# Michael Noss
Michael Noss (* 26. Dezember 1955 in Bergneustadt) ist ein deutscher Baptistenpastor im Ruhestand, Unternehmensberater, Autor und Musiker. Von Mai 2015 bis zum Mai 2025 war er Präsident des Bundes Evangelisch-Freikirchlicher Gemeinden (BEFG). Zu dem freikirchlichen Gemeindeverband gehören sowohl Baptisten- als auch Brüdergemeinden.

## Leben
Michael Noss studierte von 1975 bis 1980 Evangelische Theologie am Theologischen Seminar des BEFG, das damals noch seinen Sitz in Hamburg-Horn hatte. Nach weiteren Studienjahren an der Universität Hamburg absolvierte er in der Evangelisch-Freikirchlichen Gemeinde Bochum, Hermannshöhe ein dreijähriges Vikariat als Pastor im Anfangsdienst. Seine Anerkennung als Pastor des BEFG erhielt er 1984.
Im Jahr 1987 wurde Michael Noss zum Jugendpastor des Evangelisch-Freikirchlichen Landesverbandes Berlin (West) und ab 1990 für Berlin und Brandenburg berufen. Seit 1991 ist er Gemeindepastor der Evangelisch-Freikirchlichen Gemeinde Berlin-Schöneberg (Hauptstraße), die mit insgesamt über 800 Mitgliedern zu den großen deutschen Baptistengemeinden gehört. Neben seiner pastoralen Tätigkeit ist Noss seit Mitte der 1990er Jahre als Unternehmensberater und Coach für Führungskräfte tätig. Seit 1997 gehört er auch zum Beirat des christlichen Berlin-Brandenburger Rundfunks Radio Paradiso, dessen Vorsitz er von 1997 bis 2015 innehatte.
Die Delegierten der BEFG-Bundesratstagung 2015, die vom 14. bis 16. Mai in Kassel stattfand, wählten Michael Noss mit 80,9 Prozent der Stimmen zum neuen Präsidenten des freikirchlichen Gemeindebundes. Sein Vorgänger im Amt war Pastor Hartmut Riemenschneider. Beim Bundesrat 2017 in Berlin wurde Noss mit 89,4 Prozent in seinem Amt bestätigt. Zu seiner Nachfolgerin wurde im Mai 2025 auf der Bundesratstagung des BEFG in Kassel die Steglitzer Baptistenpastorin Natalie Georgi gewählt.
Michael Noss ist verheiratet und Vater von drei Kindern.

## Werk (Auswahl)
Schriften
- Führen. Oncken, Wuppertal 2003, ISBN 3-7893-7434-2
- Teamarbeit. Oncken, Wuppertal 2001, ISBN 3-7893-7431-8
- Aufbrechen – verändern – gestalten. Oncken, Wuppertal 1999, ISBN 3-7893-7250-1

Tonträger
- Wert-volle Gemeindearbeit (Tonträger; Hrsg. Willow Creek Deutschland/Schweiz). Willows-Medien, Gießen 2010, DNB 1001782542

Kirchenlieder
Michael Noss veröffentlichte – zum Teil gemeinsam mit Albrecht Gralle und Wilfried Bohlen – unter anderem folgende Kirchenlieder:
- Gott braucht nicht nur große Leute
- Weg und Brücke (gemeinsam mit Albrecht Gralle)
- Chancen vertan! (Lass dein Leben nicht im Lärm der Welt verklingen; gemeinsam mit Albrecht Gralle)
- Licht in der Nacht (gemeinsam mit Wilfried Bohlen)
- Es ist gut zu wissen